# Hans Niclaus
Hans Niclaus (* 8. März 1914 in Leipzig; † 3. September 1997 in Kempen) war ein deutscher Basketballspieler.

## Werdegang
Hans Niclaus war Teil der deutschen Nationalmannschaft, die beim ersten olympischen Basketballturnier bei den Olympischen Sommerspielen 1936 in Berlin den 15. Platz belegte.
Niclaus war Soldat und spielte für die Heeressportschule Wünsdorf.